# Podiceps auritus

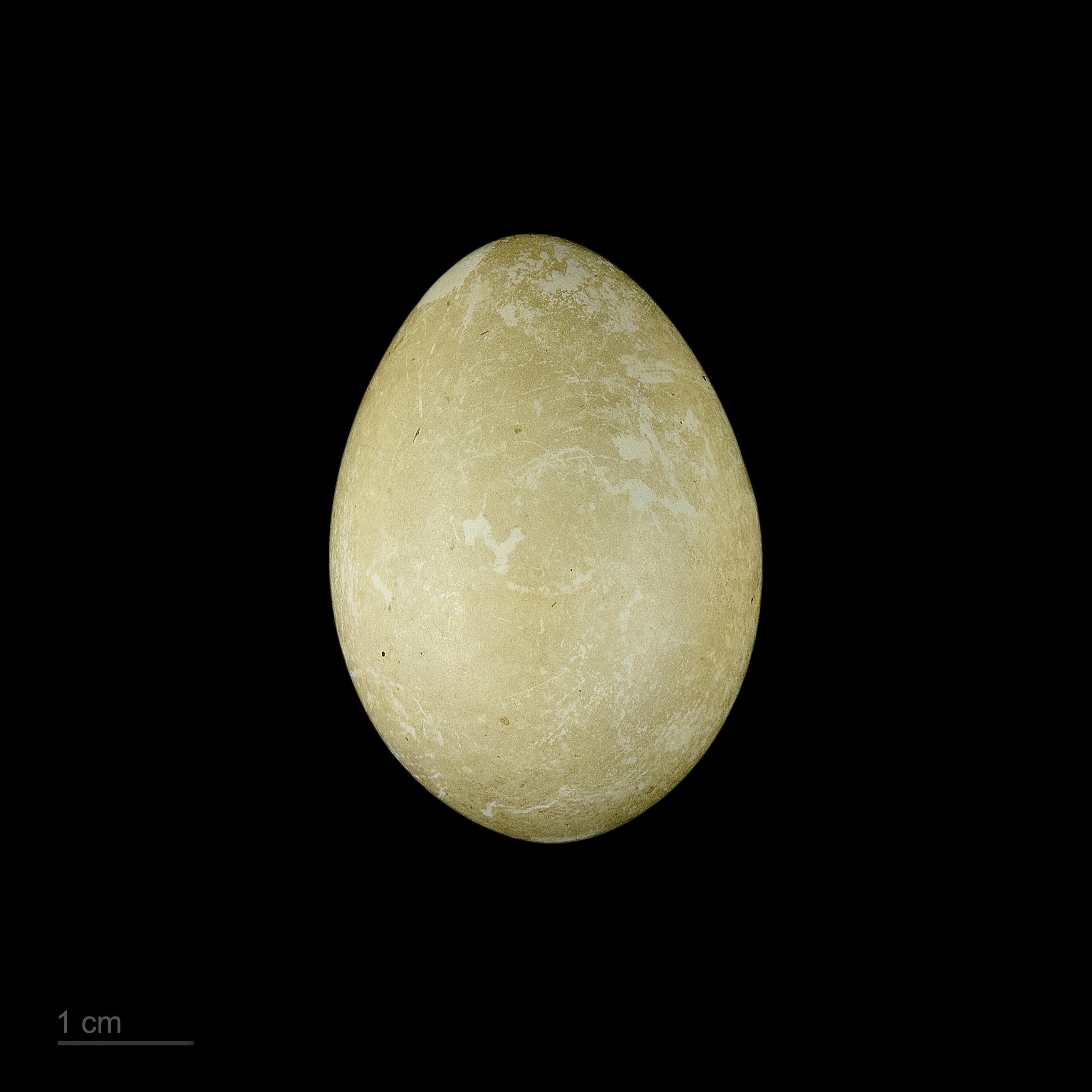
Podiceps auritus

Lo svasso cornuto (Podiceps auritus (Boddaert, 1783)) è un uccello della famiglia Podicipedidae.

## Descrizione
Ha una lunghezza di 33 cm; in livrea nuziale si distingue per il petto ed il collo castani, la testa nera e per due ciuffetti color giallo-oro. Parti superiori color bruno scuro, fianchi castani. In inverno è simile allo svasso piccolo da cui si distingue per il becco più massiccio e dritto; le piume nere della testa non superano la linea degli occhi. I giovani hanno una livrea invernale a macchie bianche e nere.

## Biologia
È più incline al volo e meno al tuffo. Vive solo a coppie. Sulle coste marine vive anche in piccoli gruppi. 

### Voce
All'epoca della cova emette diversi suoni, tra cui un lungo trillo.

### Alimentazione
Insetti, pesci, crostacei, molluschi e vegetali.

### Riproduzione
Durante il corteggiamento esegue una caratteristica danza. La riproduzione avviene in primavera. Il nido è situato tra la vegetazione delle insenature dei laghi. Depone quattro uova, che appena deposte hanno una colorazione marrone scuro. La cova dura 24-25 giorni.

### Spostamenti
Sverna sulle coste dell'Europa occidentale e centrale e in misura minore nella zona mediterranea.

## Distribuzione e habitat

È diffuso in Europa settentrionale, Asia centrale e America settentrionale.
Frequenta laghi, stagni e fiumi anche con poca vegetazione.